# 윤설미
윤설미(1985년 ~)는 대한민국의 방송인, 유튜버, 아코디어니스트다.

## 방송
- 사랑의 불시착 (2019)
- 혓바닥 종합격투기 세치혀 (2022) - 준우승